# Apanteles seyali
Apanteles seyali är en stekelart som beskrevs av Jean Risbec 1951. Apanteles seyali ingår i släktet Apanteles och familjen bracksteklar. Inga underarter finns listade i Catalogue of Life.